# Mónica Cervera
Mónica Cervera Rodríguez (Málaga, 6 de junio de 1975) es una actriz española.

## Biografía
Nacida en Málaga. Estudió danza en Madrid y arte dramático en su Málaga natal. Comenzó en el cortometraje, Hongos, de Ramón Salazar. En televisión, participó en la serie Manos a la obra. En cine, formó parte de los repartos de los largometrajes Octavia, Piedras, Entre vivir y soñar, Crimen Ferpecto y 20 centímetros, estos son, comedias y dramas. Su trabajo más reciente en la televisión fue La que se avecina donde interpretaba a la hermana de Amador Rivas: María Josefa Rivas en 3 episodios. Su último trabajo en teatro se ha basado en un cuento del escritor Gabriel García Márquez, La mujer que llegaba a las seis. La obra sigue el formato del microteatro, sólo diez espectadores en cada sesión en una sala pequeña donde actores y público están cercanos y formando parte del mismo espectáculo. La obra ha sido dirigida por Joaquín Luna y lleva el título del cuento. En esta obra trabajó junto al actor José Prieto, ideólogo del proyecto y guionista de la obra. Alrededor de 2015 preparaba una versión de Salomé (Oscar Wilde).,pero sin embargo el proyecto nunca se hizo.
No ha participado en ningún proyecto desde 2016.

## Filmografía

### Cine
| Año  | Película            | Personaje       |
| ---- | ------------------- | --------------- |
| 1999 | Hongos              | Marisa Martínez |
| 2002 | Octavia             | Toñi            |
| 2002 | Piedras             | Anita           |
| 2004 | Entre vivir y soñar | Lucía           |
| 2004 | Crimen ferpecto     | Lourdes         |
| 2005 | 20 centímetros      | Marieta         |
| 2006 | Busco               | Mónica          |

### Series de televisión
| Año               | Serie             | Personaje                           | Notas        |
| ----------------- | ----------------- | ----------------------------------- | ------------ |
| 2001              | Manos a la obra   | Nicolasa "Nico"                     | 11 episodios |
| 2006              | Con dos tacones   | Malena                              | 11 episodios |
| 2013 - 2014; 2016 | La que se avecina | María José "Marijose" Rivas Latorre | 3 episodios  |

### Teatro
| Año  | Obra Teatral                    | Director                                                              |
| ---- | ------------------------------- | --------------------------------------------------------------------- |
| 2013 | 80 Metros Cúbicos               | Juan Manuel F. Pina                                                   |
| 2015 | La mujer que llegaba a las seis | Adaptación teatral del cuento de G.G. Márquez, dirección Joakín Luna. |

## Premios
El festival de cine de Málaga premió a Mónica Cervera por su papel en Hongos. También recibió 3 nominaciones de las cuales destaca:

### Premios Goya
| Año  | Película        | Categoría               | Resultado |
| ---- | --------------- | ----------------------- | --------- |
| 2005 | Crimen ferpecto | Mejor actriz revelación | Nominada  |